# Le Squelette joyeux
Pour plus de détails, voir Fiche technique et Distribution.
Le Squelette joyeux  est un court métrage muet français  sorti en 1898 et produit par la Société Lumière.

## Description
Une marionnette à fils en forme de squelette exécute une danse frénétique dont les os se détachent par endroits et se recollent aussitôt.

## Fiche technique
- Titre original : Le Squelette joyeux
- Titre alternatif : The Merry Skeleton
- Réalisation : Inconnu
- Production : Société Lumière
- Lieu de tournage : France
- Pays d'origine : France
- Vue no  : 831
- Genre : Vue comique
- Technique : deux plans par arrêt caméra
- Format : Court métrage - Muet - Noir et blanc - 1,30:1
- Durée : 32 s
- Date de réalisation : 1897
- Dates de sortie :
  -  France : 20 mars 1898 à Lyon

## Sources
- Catalogue Lumière, « Le Squelette joyeux » (consulté le 6 mars 2024).